# La Besseyre-Saint-Mary
La Besseyre-Saint-Mary is een gemeente in het Franse departement Haute-Loire (regio Auvergne-Rhône-Alpes) en telt 131 inwoners (1999). De plaats maakt deel uit van het arrondissement Brioude.

## Geografie
De oppervlakte van La Besseyre-Saint-Mary bedraagt 22,3 km², de bevolkingsdichtheid is 5,9 inwoners per km².
De onderstaande kaart toont de ligging van La Besseyre-Saint-Mary met de belangrijkste infrastructuur en aangrenzende gemeenten.

## Demografie
Onderstaande figuur toont het verloop van het inwonertal (bron: INSEE-tellingen).